# 希馬蒂特 (密蘇里州)
希馬蒂特（英語：Hematite）是位於美國密蘇里州傑佛遜縣的非建制地區。

## 歷史
希馬蒂特的郵局自1858年營運至今。

## 地理
希馬蒂特所處的海拔為高於海平面146米（即479英呎），而該地所採用的時區為UTC-6，即北美中部時區（CST）。同時該地設有夏令時間，為UTC-6調快一小時，即UTC-5（CDT）。